# Campeonato Descentralizado 2008
El Campeonato Descentralizado de Primera División peruana de Fútbol Profesional 2008, fue 92.ª edición de la Liga Peruana y la "cuadragésima tercera" que se realiza bajo la denominación de Descentralizado. Se inició el 16 de febrero y finalizó el 17 de diciembre. Catorce fueron los equipos participantes. Otorgó 3 cupos para la Copa Libertadores 2009 y 2 para la Copa Sudamericana 2009. Se jugó en dos torneos, apertura y clausura, de dos ruedas cada uno, en la modalidad de "todos contra todos". Cada equipo estuvo limitado a incluir solo 3 jugadores extranjeros por partido. Además, los equipos se vieron obligados a alinear jugadores Sub-20 (nacidos a partir de 1989) para cumplir con la bolsa de minutos (1.170 minutos en el Apertura y 600 en el Clausura).
Universitario de Deportes se coronó campeón en el Apertura, mientras que la Universidad San Martín hizo lo propio en el Clausura. Con esto, el cuadro santo se coronó Bicampeón Nacional, al haber ganado el Clausura y haberse ubicado entre los siete primeros del Apertura, cosa que Universitario no pudo hacer en el Clausura. Los dos peores equipos de la temporada, Sport Boys y Atlético Minero, descendieron a la Segunda División.

## Ascensos y descensos
Hubo 2 Descensos en la Temporada 2007 y 4 Ascensos (1 Campeón de Copa Perú y 1 Campeón de Segunda División) en esta Temporada.
Por lo que se aumentan de 12 a 14 equipos para este 2008.
| Posición    | Descendidos a la Segunda División 2008          |
| ----------- | ----------------------------------------------- |
| 11° 1D 2007 | Deportivo Municipal (Segunda División 2008) (D) |
| 12° 1D 2007 | Total Clean FBC (Segunda División 2008) (D)     |

| Posición                           | Ascendidos de la Copa Perú y Segunda División 2007              |
| ---------------------------------- | --------------------------------------------------------------- |
| 1. 1º Final CP 2007                | Juan Aurich (Copa Perú 2007 Final) Asciende                     |
| 2. 1º 2D 2007                      | Universidad César Vallejo (Segunda División 2007) Asciende      |
| 3. 2º 2D 2007 Ganad. Promoción     | Atlético Minero (Segunda División 2007 y Promoción) Asciende    |
| 4. 10º 1D 2006 Perd. Def. Descenso | José Gálvez FBC (Por reclamo a Sport Áncash en 1D 2006) Retorna |

## Equipos participantes

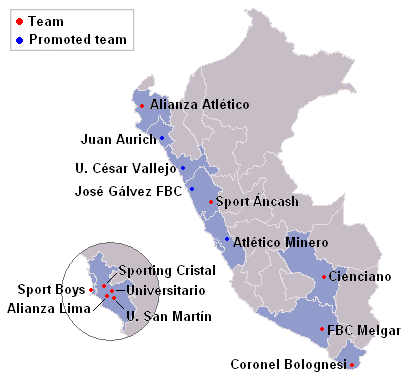
Ubicación de sedes de los equipos participantes del torneo.

| Equipo                    | Ciudad   | Estadio               | Capacidad | Campo      | Uniforme |
| ------------------------- | -------- | --------------------- | --------- | ---------- | -------- |
| Alianza Atlético          | Sullana  | Campeones del 36      | 8,000     | Grass      | Walon    |
| Alianza Lima              | Lima     | Alejandro Villanueva  | 35,000    | Grass      | Marathon |
| Atlético Minero           | Matucana | Municipal             | 5,000     | Grass      | Walon    |
| Cienciano                 | Cuzco    | Garcilaso             | 42,056    | Grass      | Lotto    |
| Coronel Bolognesi         | Tacna    | Jorge Basadre         | 25,000    | Grass      | Mitre    |
| FBC Melgar                | Arequipa | Mariano Melgar        | 20,000    | Grass      | Optimus  |
| José Gálvez               | Chimbote | Manuel Rivera Sánchez | 25,000    | Artificial | Loma's   |
| Juan Aurich               | Chiclayo | Elias Aguirre         | 25,000    | Artificial | Convert  |
| Sport Ancash              | Huaraz   | Rosas Pampa           | 8,000     | Grass      | Loma's   |
| Sport Boys                | Callao   | Miguel Grau           | 18,000    | Grass      | Loma's   |
| Sporting Cristal          | Lima     | San Martín de Porres  | 15,000    | Grass      | Joma     |
| Universidad César Vallejo | Trujillo | Mansiche              | 25,000    | Artificial | Real     |
| Universidad San Martín    | Lima     | San Martín de Porres  | 18,000    | Grass      | Marathon |
| Universitario de Deportes | Lima     | Monumental            | 80,093    | Grass      | Umbro    |

## Torneo Apertura
El Torneo Apertura fue el primer torneo de la temporada 2008 del Campeonato Descentralizado de fútbol. Se jugó en modalidad "todos contra todos" en dos ruedas, resultando campeón Universitario de Deportes, equipo que reunió la mayor cantidad de puntos al finalizar las 26 fechas que conformaron el torneo. 

### Clasificación general
| Pos. | Equipo             | Pts. | PJ | PG | PE | PP | GF | GC | DG  |
| ---- | ------------------ | ---- | -- | -- | -- | -- | -- | -- | --- |
| 1    | Universitario      | 55   | 26 | 16 | 7  | 3  | 40 | 21 | +19 |
| 2    | Sporting Cristal   | 49   | 26 | 15 | 4  | 7  | 46 | 32 | +14 |
| 3    | U. San Martín      | 43   | 26 | 11 | 10 | 5  | 40 | 20 | +20 |
| 4    | Cienciano          | 41   | 26 | 12 | 5  | 9  | 37 | 28 | +9  |
| 5    | Coronel Bolognesi  | 38   | 26 | 10 | 8  | 8  | 33 | 28 | +5  |
| 6    | Alianza Atlético   | 34   | 26 | 10 | 4  | 12 | 28 | 28 | +0  |
| 7    | U. César Vallejo   | 34   | 26 | 9  | 7  | 10 | 26 | 32 | -6  |
| 8    | Juan Aurich        | 33   | 26 | 9  | 6  | 11 | 27 | 30 | -3  |
| 9    | José Gálvez        | 30   | 26 | 7  | 9  | 10 | 26 | 32 | -6  |
| 10   | FBC Melgar         | 30   | 26 | 7  | 9  | 10 | 18 | 25 | -7  |
| 11   | Alianza Lima       | 29   | 26 | 7  | 8  | 11 | 27 | 32 | -5  |
| 12   | Sport Ancash **    | 29   | 26 | 7  | 8  | 15 | 25 | 36 | -11 |
| 13   | Sport Boys *       | 27   | 26 | 7  | 8  | 11 | 23 | 42 | -19 |
| 14   | Atlético Minero ** | 25   | 26 | 6  | 7  | 13 | 26 | 36 | -10 |

|  |                                          |
|  | Clasificado a la Copa Libertadores 2009. |

- (*)  La Cámara de Conciliación y Resolución de Disputas de la FPF determinó quitarle dos (2) puntos al Sport Boys por no pagar una deuda.[1]

- (**)  La Comisión de Justicia de la ADFP anuló el partido entre Atlético Minero y Sport Ancash (1-1) de la decimosegunda fecha debido a que el club ancashino giró un cheque sin fondos para el pago de una deuda. La ADFP determinó que el Atlético Minero gane el partido por walkover, en vista que su rival no estaba apto para jugar, por lo que se le concedió una victoria de 3-0.[2][3]

### Resultados
Las filas corresponden a los juegos de local de cada uno de los equipos, mientras que las columnas corresponden a los juegos de visitante. Los resultados en color azul corresponden a victoria del equipo local, rojo a victoria visitante y blanco a empate.
|                  | AAS | AL  | MIN | BOL | CIE | GAL | AUR | MEL | ANC  | SBA | SC  | UCV | USM | U   |
| ---------------- | --- | --- | --- | --- | --- | --- | --- | --- | ---- | --- | --- | --- | --- | --- |
| Alianza Atlético |     | 0-1 | 3-1 | 1-4 | 1-0 | 3-0 | 1-1 | 3-0 | 3-0  | 0-0 | 1-2 | 1-3 | 1-1 | 1-0 |
| Alianza Lima     | 0-1 |     | 4-1 | 0-1 | 0-0 | 3-0 | 0-1 | 0-0 | 1-0  | 1-1 | 1-3 | 2-1 | 0-1 | 1-1 |
| Atlético Minero  | 0-0 | 0-0 |     | 3-1 | 2-2 | 2-1 | 1-0 | 0-0 | 3-0* | 3-0 | 3-1 | 0-0 | 1-1 | 0-2 |
| Bolognesi        | 1-2 | 1-0 | 2-1 |     | 0-1 | 1-1 | 3-1 | 1-1 | 2-1  | 3-0 | 0-2 | 1-1 | 1-2 | 1-1 |
| Cienciano        | 1-0 | 3-2 | 1-0 | 1-3 |     | 3-0 | 3-2 | 1-0 | 3-0  | 1-0 | 4-0 | 4-1 | 0-0 | 4-1 |
| José Gálvez      | 1-0 | 1-1 | 1-0 | 0-0 | 1-1 |     | 4-0 | 2-1 | 1-0  | 3-2 | 1-2 | 2-2 | 0-2 | 0-1 |
| Juan Aurich      | 0-2 | 1-2 | 1-0 | 2-0 | 1-0 | 0-0 |     | 1-0 | 3-0  | 3-0 | 1-0 | 0-0 | 1-0 | 1-1 |
| Melgar           | 1-0 | 1-1 | 1-1 | 1-1 | 1-0 | 1-0 | 2-1 |     | 0-2  | 1-1 | 1-0 | 1-1 | 2-1 | 0-1 |
| Sport Ancash     | 2-1 | 1-0 | 1-0 | 1-2 | 3-3 | 0-0 | 3-2 | 0-2 |      | 4-0 | 1-2 | 1-0 | 1-0 | 0-1 |
| Sport Boys       | 0-1 | 2-1 | 2-1 | 1-3 | 1-0 | 0-0 | 1-0 | 0-0 | 2-1  |     | 1-1 | 3-1 | 2-2 | 2-1 |
| Sporting Cristal | 3-1 | 2-2 | 4-1 | 1-1 | 1-0 | 3-2 | 1-1 | 2-1 | 2-1  | 5-1 |     | 3-0 | 3-4 | 1-2 |
| U. César Vallejo | 2-0 | 2-3 | 2-1 | 2-0 | 1-0 | 0-2 | 2-1 | 1-0 | 0-1  | 1-0 | 0-1 |     | 3-1 | 0-0 |
| U. San Martín    | 2-0 | 5-0 | 4-0 | 0-0 | 3-0 | 1-1 | 1-1 | 2-0 | 1-0  | 0-0 | 0-1 | 4-0 |     | 1-1 |
| Universitario    | 2-1 | 2-1 | 2-1 | 1-0 | 3-1 | 3-2 | 3-1 | 2-0 | 2-0  | 5-1 | 1-0 | 0-0 | 1-1 |     |

- (*) El partido entre Atlético Minero y Sport Ancash (1-1) se anuló y se le concedió la victoria al Atlético Minero por un marcador de 3-0.

## Torneo Clausura
El Torneo Clausura fue el segundo torneo de la temporada 2008 del Campeonato Descentralizado de fútbol. Se jugó en modalidad "todos contra todos" en dos ruedas, resultando campeón la Universidad San Martín, equipo que reunió la mayor cantidad de puntos al finalizar las 26 fechas que conformaron el torneo. Con esto, además, la Universidad San Martín se adjudicó el Título Nacional sin necesidad de enfrentar a Universitario, campeón del primer torneo, ya que este no logró posicionarse entre los 7 primeros del Clausura, cosa que la San Martín sí consiguió en el Apertura.

### Clasificación general
| Pos. | Equipo            | Pts. | PJ | PG | PE | PP | GF | GC | DG  |
| ---- | ----------------- | ---- | -- | -- | -- | -- | -- | -- | --- |
| 1    | U. San Martín     | 51   | 26 | 15 | 6  | 5  | 41 | 20 | +21 |
| 2    | Sporting Cristal  | 45   | 26 | 14 | 3  | 9  | 36 | 25 | +11 |
| 3    | Sport Áncash      | 43   | 26 | 12 | 7  | 7  | 39 | 29 | +10 |
| 4    | FBC Melgar        | 40   | 26 | 11 | 7  | 8  | 35 | 34 | +1  |
| 5    | Cienciano         | 39   | 26 | 11 | 6  | 9  | 34 | 30 | +4  |
| 6    | Alianza Atlético  | 38   | 26 | 10 | 8  | 8  | 35 | 26 | +9  |
| 7    | U. César Vallejo  | 38   | 26 | 11 | 5  | 10 | 35 | 32 | +3  |
| 8    | Atlético Minero   | 37   | 26 | 9  | 10 | 7  | 32 | 26 | +6  |
| 9    | José Gálvez       | 37   | 26 | 10 | 7  | 9  | 42 | 38 | +4  |
| 10   | Universitario     | 34   | 26 | 8  | 10 | 8  | 31 | 32 | -1  |
| 11   | Alianza Lima      | 34   | 26 | 11 | 1  | 14 | 35 | 39 | -4  |
| 12   | Juan Aurich       | 29   | 26 | 8  | 5  | 13 | 25 | 34 | -9  |
| 13   | Coronel Bolognesi | 26   | 26 | 7  | 5  | 14 | 34 | 51 | -17 |
| 14   | Sport Boys        | 11   | 26 | 1  | 8  | 17 | 17 | 55 | -38 |

|  |                                          |
|  | Clasificado a la Copa Libertadores 2009. |

### Resultados
|                  | AAS | AL  | MIN | BOL | CIE | GAL | AUR | MEL | ANC | SBA | SC  | UCV | USM | U   |
| ---------------- | --- | --- | --- | --- | --- | --- | --- | --- | --- | --- | --- | --- | --- | --- |
| Alianza Atlético |     | 1-0 | 2-0 | 2-0 | 3-0 | 3-2 | 1-1 | 1-1 | 1-3 | 4-0 | 1-2 | 0-1 | 1-2 | 1-1 |
| Alianza Lima     | 1-2 |     | 1-2 | 1-2 | 2-0 | 2-1 | 1-0 | 2-1 | 0-2 | 2-0 | 1-0 | 1-2 | 1-3 | 1-2 |
| Atlético Minero  | 1-2 | 1-0 |     | 2-0 | 1-1 | 2-1 | 2-0 | 2-0 | 0-0 | 5-0 | 0-1 | 1-0 | 0-3 | 1-1 |
| Bolognesi        | 0-4 | 3-4 | 3-2 |     | 2-0 | 3-1 | 1-2 | 1-1 | 4-4 | 0-0 | 0-1 | 1-2 | 0-2 | 0-1 |
| Cienciano        | 2-1 | 4-1 | 1-1 | 2-2 |     | 2-1 | 3-1 | 3-1 | 0-1 | 4-1 | 2-1 | 2-1 | 2-1 | 2-1 |
| José Gálvez      | 0-0 | 4-3 | 0-0 | 3-1 | 1-0 |     | 1-1 | 4-2 | 1-1 | 5-0 | 3-2 | 2-2 | 2-2 | 2-0 |
| Juan Aurich      | 2-0 | 1-3 | 1-0 | 3-0 | 1-0 | 0-1 |     | 0-1 | 4-1 | 2-0 | 2-1 | 1-3 | 0-2 | 1-1 |
| Melgar           | 0-0 | 1-0 | 2-2 | 3-2 | 1-0 | 2-1 | 2-0 |     | 2-1 | 3-1 | 1-1 | 2-0 | 1-2 | 1-2 |
| Sport Ancash     | 0-0 | 3-1 | 2-2 | 1-1 | 1-0 | 2-0 | 2-0 | 2-1 |     | 2-1 | 0-1 | 1-0 | 0-1 | 3-0 |
| Sport Boys       | 0-0 | 1-1 | 2-2 | 1-2 | 0-0 | 1-2 | 1-1 | 0-1 | 0-3 |     | 1-2 | 5-2 | 2-5 | 0-0 |
| Sporting Cristal | 1-1 | 1-2 | 1-0 | 1-2 | 2-1 | 3-0 | 2-0 | 4-1 | 2-1 | 2-0 |     | 1-1 | 1-0 | 0-1 |
| U. César Vallejo | 2-1 | 0-2 | 1-2 | 4-1 | 0-1 | 2-3 | 0-0 | 1-1 | 2-1 | 3-0 | 1-0 |     | 1-1 | 2-0 |
| U. San Martín    | 3-1 | 1-0 | 0-0 | 3-1 | 1-1 | 1-0 | 1-0 | 0-1 | 3-0 | 0-0 | 2-1 | 0-1 |     | 1-1 |
| Universitario    | 0-2 | 1-2 | 1-1 | 1-2 | 1-1 | 1-1 | 4-0 | 2-2 | 2-2 | 2-0 | 1-2 | 2-1 | 2-1 |     |

## Tabla acumulada
Muestra los puntos que obtuvo cada equipo a lo largo de la temporada (Apertura + Clausura). Sirve para determinar el descenso a Segunda División y la clasificación a los torneos internacionales. Respecto a esto último, el equipo con mayor puntaje (sin contar a los campeones de cada torneo) obtiene un cupo para la Libertadores, mientras que los dos siguientes obtienen uno para la Sudamericana.
| Pos. | Equipo            | Pts. | PJ | PG | PE | PP | GF | GC | DG  |
| ---- | ----------------- | ---- | -- | -- | -- | -- | -- | -- | --- |
| 1    | U. San Martín     | 94   | 52 | 26 | 16 | 10 | 81 | 40 | +41 |
| 2    | Sporting Cristal  | 94   | 52 | 29 | 7  | 16 | 82 | 57 | +25 |
| 3    | Universitario     | 89   | 52 | 24 | 17 | 11 | 77 | 53 | +25 |
| 4    | Cienciano         | 80   | 52 | 23 | 11 | 18 | 78 | 58 | +27 |
| 5    | Alianza Atlético  | 72   | 52 | 20 | 12 | 20 | 63 | 54 | +9  |
| 6    | Sport Ancash      | 72   | 52 | 21 | 9  | 22 | 64 | 65 | -1  |
| 7    | U. César Vallejo  | 72   | 52 | 20 | 12 | 20 | 61 | 64 | -3  |
| 8    | FBC Melgar        | 70   | 52 | 18 | 16 | 18 | 53 | 59 | -6  |
| 9    | José Gálvez       | 67   | 52 | 17 | 16 | 19 | 68 | 70 | -2  |
| 10   | Coronel Bolognesi | 64   | 52 | 17 | 13 | 22 | 67 | 79 | -12 |
| 11   | Alianza Lima      | 63   | 52 | 18 | 9  | 25 | 62 | 71 | -9  |
| 12   | Atlético Minero * | 62   | 52 | 15 | 17 | 20 | 58 | 64 | -6  |
| 13   | Juan Aurich *     | 62   | 52 | 17 | 11 | 24 | 52 | 64 | -12 |
| 14   | Sport Boys        | 38   | 52 | 8  | 16 | 28 | 40 | 97 | -57 |

|  |                                          |
|  | Clasificado a la Copa Libertadores 2009. |
|  | Clasificado a la Copa Sudamericana 2009. |
|  | Descendido a la Segunda División 2009.   |

- (*) Jugaron un partido extra de definición.

|                          |
| Bicampeón Nacional       |
| U. San Martín 2.º título |

### Definición del descenso
Al finalizar la temporada con la misma cantidad de puntos, Atlético Minero y Juan Aurich tuvieron que jugar un partido extra para definir al equipo que acompañaría al Sport Boys rumbo a la Segunda División. La sede elegida por la ADFP para disputar este encuentro fue el Estadio Alejandro Villanueva.
| 17 de diciembre de 2008, 19:00 | Atlético Minero      | 1:2 (1:2) | Juan Aurich                           | Estadio Alejandro Villanueva, Lima                                |                                                                   |
|                                | Natalio Portillo 25' |           | Edison Chará 18' · Carlos Zegarra 35' | Asistencia: 10.000 espectadores Árbitro(s): Héctor Pacheco (Perú) | Asistencia: 10.000 espectadores Árbitro(s): Héctor Pacheco (Perú) |

## Goleadores
| Jugador   | Jugador             | Goles | Equipo (s)                        |
| --------- | ------------------- | ----- | --------------------------------- |
| Uruguay   | Miguel Ximénez      | 32    | Sporting Cristal                  |
| Argentina | Sergio Ibarra       | 20    | FBC Melgar                        |
| Argentina | Claudio Velásquez   | 20    | José Gálvez                       |
| Perú      | Wilmer Aguirre      | 18    | Alianza Lima                      |
| Perú      | Antonio Meza Cuadra | 17    | José Gálvez                       |
| Brasil    | Ronaille Calheira   | 16    | Sport Ancash                      |
| Colombia  | Héctor Hurtado      | 16    | Universitario de Deportes         |
| Perú      | Donny Neyra         | 16    | Universitario de Deportes         |
| Perú      | Roberto Jiménez     | 16    | Universitario de Deportes         |
| Argentina | José Díaz           | 15    | Universidad San Martín            |
| Perú      | Juan Gonzales-Vigil | 15    | Alianza Lima (2) / Bolognesi (13) |